# Theta Chamaeleontis
Theta Chamaeleontis (θ Chamaeleontis, förkortat Theta Cha, θ Cha) som är stjärnans Bayerbeteckning, är en ensam stjärna belägen i den västra delen av stjärnbilden Kameleonten. Den har en skenbar magnitud på 4,34 och är svagt synlig för blotta ögat där ljusföroreningar ej förekommer. Baserat på parallaxmätning inom Hipparcosuppdraget på ca 21,0 mas, beräknas den befinna sig på ett avstånd på ca 155 ljusår (ca 48 parsek) från solen.

## Egenskaper
Theta Chamaeleontis är en orange jättestjärna av spektralklass K2 IIIb CN0,5 där suffixnotationen anger att dess yttre atmosfär har ett mindre överskott av dicyan. Den har en massa som är ca 95 procent av solens massa, en radie som är ca 11 gånger större än solens och utsänder från dess fotosfär ca 60 gånger mera energi än solen vid en effektiv temperatur på ca 4 570 K.
Theta Chamaeleontis har en visuell följeslagare, Theta Chamaeleontis B, av magnitud 12,44 och år 2000 separerad med 21,1 bågsekunder från komponent A vid en positionsvinkel på 237°.